# بلالاکازار (کالداس)
بلالاکازار (انگلیسی: Belalcázar, Caldas) نام شهری در کشور کلمبیا است.